# Onthophagus erectinasus
Onthophagus erectinasus là một loài bọ cánh cứng trong họ Bọ hung (Scarabaeidae).